# Huberia parvifolia
Huberia parvifolia är en tvåhjärtbladig växtart som beskrevs av Célestin Alfred Cogniaux. Huberia parvifolia ingår i släktet Huberia och familjen Melastomataceae. Inga underarter finns listade i Catalogue of Life.